# Daemonorops sparsiflora
Daemonorops sparsiflora är en enhjärtbladig växtart som beskrevs av Odoardo Beccari. Daemonorops sparsiflora ingår i släktet Daemonorops och familjen Arecaceae. Inga underarter finns listade i Catalogue of Life.